# Sabahattin İspirli
Sabahattin İspirli (* 11. Februar 1958 in Istanbul; † 27. Oktober 2012 ebenda) war ein türkischer Fußballspieler.

## Spielerkarriere
İspirli begann seine Karriere Anfang der 1980er-Jahre bei Erzurumspor. Der Stürmer wechselte 1983 zu Galatasaray Istanbul. Für Galatasaray kam İspirli am 18. September 1983 zu einem Ligaspiel. Kurz danach wurde İspirli an Fatih Karagümrük SK verkauft. Bis zum Saisonende 1983/84 spielte İspirli für Karagümrük.
Im Sommer 1984 wechselte der Stürmer zu PTT in die 2. Liga. Für PTT spielte Sabahattin İspirli drei Jahre lang. Während dieser Zeit kam er zu 87 Ligaspielen und erzielte 53 Tore. Die letzten drei Jahre seiner Karriere verbrachte İspirli in der 3. Liga. 1993 wurde er mit Yeni Sincanspor Drittligameister.

## Trainerkarriere
İspirli war von 1995 bis 2012 als Trainer tätig. 1995 wurde er Cheftrainer von Keşanspor. Sein letzter Arbeitgeber war Bakırköyspor

## Erfolg
Yeni Sincanspor
- Drittligameister: 1993

## Tod
İspirli verstarb am 27. Oktober 2012 in Istanbul. Beim Überqueren der Straße wurde der Trainer von einem Auto erfasst, dessen Folgen für ihn tödlich endete.